# الانتحار في جرينلاند
الانتحار في جرينلاند, بلد يتمتع بالحكم الذاتي (بالجرينلاندية: nuna, (بالدنماركية: land)‏) داخل مملكة الدنمارك, هي قضية اجتماعية وطنية مهمة. يوجد في جرينلاند أعلى معدل انتحار في العالم: أظهرت التقارير بين عامي 1985 و 2012 أن متوسط 83 شخصًا من بين كل 100,000 انتحار سنويًا, أي أكثر من ضعف معدل الدولة الثانية, ليتوانيا.
جرينلاند معزولة ثقافيًا وجغرافيًا بالإضافة إلى أنها واحدة من أبرد الدول وأقلها اكتظاظًا بالسكان في العالم. على الرغم من أن مثل هذه العوامل معروفة بأنها تساهم في القضايا المتعلقة بالانتحار, إلا أنه لا يزال من غير الواضح ما إذا كان لها تأثير مباشر على حالات الانتحار في جرينلاند أو إلى أي درجة. تم اتخاذ مجموعة من المبادرات المختلفة, على الرغم من ذلك, لتقليل معدل الانتحار في البلاد, بما في ذلك الملصقات الموضوعة على جانب الطريق, وتم الشروع في إستراتيجية وطنية لمنع الانتحار تتضمن دورات, وتثقيفًا عامًا, وتوعية في المجتمعات المحلية, وإشراك المهنيين مثل المعلمين والأخصائيين الاجتماعيين والأطباء.

## تاريخ
بدأ معدل الانتحار في جرينلاند في الارتفاع في السبعينيات واستمر في الازدياد حتى عام 1986. في عام 1986, أصبح الانتحار السبب الرئيسي لوفاة الشباب في العديد من المدن, مثل سارفانجويت. في عام 1970, كان معدل الانتحار في جرينلاند منخفضًا جدًا تاريخيًا, ولكن بحلول عام 1990-1994, أصبح من أعلى المعدلات في العالم حيث يموت 107 من كل 100,000 شخص بسبب الانتحار سنويًا. لوحظ ارتفاع مماثل في معدلات الانتحار إلى ارتفاع مرتفع للغاية بين الانتحار في كندا. تشير بيانات حكومة جرينلاند الواردة في عام 2010 إلى حدوث انتحار واحد تقريبًا في الأسبوع.
طرق الانتحار في جرينلاند (بناءً على دراسة 1286 حالة)

## الوقوع والتباين
وفقًا لبيانات الانتحار التي نشرتها إحصائيات جرينلاند, يمثل الانتحار 8٪ من إجمالي الوفيات في جرينلاند وهو السبب الرئيسي للوفاة بين الشباب الذين تتراوح أعمارهم بين 15 و 29 عامًا.
أفاد مقال نُشر في مجلة BMC Psychiatry في عام 2009 أن ما مجموعه 1،351 حالة انتحار حدثت في جرينلاند خلال فترة دراسة استمرت 35 عامًا, من 1968 إلى 2002. أشارت الدراسة إلى وجود تباين كبير في معدل الانتحار مقارنة بالموسم, حيث تميزت بقمم في شهر يونيو وحالات انخفاض في الشتاء. كان تجمّع حالات الانتحار في أشهر الصيف أكثر وضوحًا في المناطق الواقعة شمال الدائرة القطبية الشمالية. كما لوحظت اختلافات إقليمية مع معدلات الانتحار في الأجزاء الشمالية من غرب جرينلاند أعلى منها في الأجزاء الجنوبية.
معدلات الانتحار للرجال أعلى من النساء. من بين أولئك الذين يموتون منتحرين, فإن الجزء الأكبر هم من الشباب الذين تتراوح أعمارهم بين 15 و 24 عامًا. على عكس الدول الغربية الأخرى, ينخفض معدل الانتحار في جرينلاند مع تقدم العمر.

## الأسباب
يتم إلقاء اللوم على العديد من الأسباب لارتفاع معدل الانتحار في جرينلاند, بما في ذلك إدمان الكحول والاكتئاب والفقر والعلاقة التي يمزقها الصراع مع الزوج أو منازل الوالدين المختلة, وما إلى ذلك. وفقًا لتقرير نُشر في عام 2009, يزداد معدل الانتحار في جرينلاند خلال فصل الصيف. ألقى الباحثون باللوم على الأرق الناجم عن ضوء النهار المستمر.
يُفترض أيضًا أن الصدام الثقافي بين ثقافة الإنويت التقليدية والثقافة الغربية الحديثة عامل مساهم.

## الطرق الشائعة
تم استخدام الأساليب العنيفة في 95٪ من الوفيات الانتحارية. وكانت أكثر الطرق شيوعا هي الشنق (46٪) وإطلاق النار (37٪)؛ طرق أخرى, مثل القفز من المرتفعات والقطع بأشياء حادة والغرق وتناول جرعة زائدة من الأدوية والتسمم, ولكن بشكل أقل تكرارًا.

## منع الانتحار
بذلت حكومة جرينلاند والمنظمات الدولية والوطنية جهودًا ومبادرات لمنع حالات الانتحار. هناك جمعيات تقدم الدعم للأشخاص الذين يشعرون برغبة في الانتحار. وتشمل الإجراءات ملصقات وُضعت على طول الطرق كُتب عليها: «المكالمة مجانية. لا أحد بمفرده. لا تكن وحيدًا مع أفكارك المظلمة. الاتصال.» يعرض مستشارو الانتحار أفلامًا تثبط محاولات الانتحار بين المراهقين. تم إطلاق أول إستراتيجية وطنية للوقاية من الانتحار في عام 2005, تلتها إستراتيجية أخرى في عام 2013 تتضمن دورات وتعليم ومجتمعات محلية ومهنيين (مثل المعلمين والأخصائيين الاجتماعيين والأطباء). كما سلط الضوء على عدد من الأماكن التي تحتاج إلى مزيد من الدراسات.